# Obrigheim (Pfalz)
Obrigheim település Németországban, Rajna-vidék-Pfalz tartományban. Lakosainak száma 2842 fő (2023. december 31.).

## Népesség
A település népességének változása:
| Lakosok száma | 2498 | 2747 | 2636 | 2736 | 2766 | 2828 | 2857 | 2842 |
|               | 1975 | 2010 | 2015 | 2017 | 2019 | 2021 | 2022 | 2023 |